# Ясары
Ясары, кият-ясары (монг. хиад-ясар) — одно из племён нирунской ветви монголов. Представляют собой ответвление киятов.

## Этноним
В русском переводе Л. А. Хетагурова «Сборника летописей» этноним отражён в форме кият-ясар. И. Н. Березин вместо варианта ясар использовал форму сийар. В монгольском переводе Ц. Сүрэнхорлоо этноним отражён в форме хиад-ясар, в английском переводе У. М. Такстона — в форме кият-саяр (qiyat sayar).
Согласно «Сборнику летописей», по-монгольски киян значит «большой поток», текущий с гор в низину, бурный, быстрый и сильный; «стремительно несущийся поток». Кият — множественное число от киян.
Согласно Б. Р. Зориктуеву, прозвание кият-ясар можно истолковать как «бесстрашный, непоколебимый, богатырский род ясар».

## История
Согласно «Сборнику летописей», ясары — одна из ветвей киятов.
Кияты и нукузы, по преданиям, ранее проживали на территории Эргунэ-куна, легендарной прародины монголов. Потомками киятов и нукузов являются дарлекины. Собственно нируны произошли от трёх младших сыновей Алан-гоа. В дальнейшем название кият (нирун-кият) стало именем рода Хабул-хана. Имя кият унаследовали потомки его внука Мунгету-Кияна. Род Есугея, брата Мунгету-Кияна, получил имя кият-борджигин.
По Рашид ад-Дину, все кияты происходят из потомков Мунгету-Кияна. Он был удостоен этого имени по причине того, что был великим бахадуром, т. к. слово киян значит по-монгольски «стремительно несущийся поток».
Согласно «Сборнику летописей», кияты подразделялись на ветви: юркин, чаншиут, кият-ясар. Кроме них также были известны роды кият-борджигин, кият-куралас и кият-тарклы. Кияты упоминаются в составе баяутов. В XII в. племена баяут-дуклад, баяут-горлос, чаншиуд-баяут и баяут-кият заселяли близлежащие земли Хэнтэйской горы и озёр Хулун и Буйр.
По Б. Р. Зориктуеву, родовое имя ясар со временем было вытеснено такими названиями как кият, нирун и монгол. По его предположению, во времена завоеваний Чингисхана и его потомков оказавшиеся вне Монголии немногочисленные представители рода ясар самоидентифицировали себя с группой родов кият или нирун либо со всем монгольским народом, а при возвращении через какое-то время обратно в Монголию они причисляли себя там к роду с одним из этих трёх названий, поскольку их принадлежность к своему роду ясар была начисто стёршейся из памяти.

## Родословная
Согласно «Сокровенному сказанию монголов», родословная Мунгету-Кияна восходит к легендарному предку монголов Бортэ-Чино, который переплыл море Тенгис и поселился у берегов реки Онон, на горе Бурхан-Халдун. Под морем Тенгис, согласно ряду источников, подразумевалось озеро Байкал.
Родословная Мунгету-Кияна выглядит следующим образом:
- Борте-Чино, родившийся по изволению Вышнего Неба. Супругой его была Гоа-Марал, потомком их был Бата-Чиган.
- Сын Бата-Чигана — Тамача.
- Сын Тамачи — Хоричар-Мерген.
- Сын Хоричар-Мергана — Аучжам-Бороул.
- Сын Аучжам-Бороула — Сали-Хачау.
- Сын Сали-Хачау — Еке-Нидун.
- Сын Еке-Нидуна — Сим-Сочи.
- Сын Сим-Сочи — Харчу.
- Сын Харчу — Борчжигидай-Мерган — был женат на Монголчжин-гоа.
- Сын Борчжигидай-Мергана — Тороголчжин-Баян — был женат на Борохчин-гоа.
- Сыновья Тороголчжина: Дува-Сохор и Добун-Мерган.
- Добун-Мерган женился на Алан-гоа, дочери Хори-Туматского Хорилартай-Мергана. Матерью Алан-гоа была Баргучжин-гоа, дочь правителя баргутов Бархудай-Мергана.
- Войдя в дом к Добун-Мергану, Алан-гоа родила двух сыновей. То были Бугунотай и Бельгунотай.
- После смерти Добун-Мергана, Алан-гоа, будучи безмужней, родила трех сыновей. То были: Бугу-Хадаги, Бухату-Салчжи и Бодончар-простак. По легенде, Алан-гоа забеременела от луча света. Согласно другой версии, их настоящим отцом был Маалих, Баяудаец.
- Бодончар стал родоначальником поколения Борчжигин.
- Потомок Бодончара, который родился от первой, старшей жены, носил имя Барин-Ширату-Хабичи.
- Сын Хабичи-Баатура был Менен-Тудун.
- У Менен-Тудуна было семеро сыновей: Хачи-Кулюк, Хачин, Хачиу, Хачула, Хачиун, Харандай и Начин-Баатур.
- Сын Хачи-Кулюка, Хайду, по матери происходил от Намолуны.
- У Хайду было три сына: Байшингор-Докшин, Чарахай-Линху и Чаочжин-Ортегай.
- Сын Байшингор-Докшина — Тумбинай-Сечен.
- У Тумбинай-Сечена было два сына: Хабул-хаган и Сим-Сечуле.
- У Хабул-хагана было семеро сыновей, а именно: самый старший — Окин-Бархаг, далее Бартан-Баатур, Хутухту-Мунгур, Хутула-хаган, Хулан, Хадаан и самый младший — Тодоен-отчигин.
- У Бартан-Баатура было четверо сыновей: Мангету-Киян, Некун-тайчжи, Есугай-Баатур, Даритай-отчигин[11]. Их мать Сунигул-фуджин была родом из племени баргутов[5].
- Сын Мангету-Кияна — Онгур[11]. Сыновьями Мангету-Кияна в «Сборнике летописей» названы Чаншиут, Мугэду-бахадур и Куки-бахадур-нойон[5].